# Benedict Arnold (Politiker)
Benedict Arnold (* 5. Oktober 1780 in Amsterdam, New York; † 3. März 1849 ebenda) war ein US-amerikanischer Politiker. Zwischen 1829 und 1831 vertrat er den Bundesstaat New York im US-Repräsentantenhaus. Der Kongressabgeordnete Matthias J. Bovee war sein Schwager.

## Werdegang
Benedict Arnold wurde während des Unabhängigkeitskrieges in Amsterdam im Montgomery County geboren und wuchs dort auf. In dieser Zeit besuchte er Gemeinschaftsschulen. Danach ging er kaufmännischen Geschäften nach, war aber auch ein großflächiger Grundbesitzer und Philanthrop. Zwischen 1813 und 1816 bekleidete er den Posten als Supervisor von Amsterdam. Er saß in den Jahren 1816 und 1817 in der New York State Assembly.
Als Folge einer Zersplitterung der Demokratisch-Republikanischen Partei vor und während der Präsidentschaft von John Quincy Adams (1825–1829) schloss er sich der Anti-Jacksonian-Fraktion an. Bei den Kongresswahlen des Jahres 1828 für den 21. Kongress wurde Arnold im 16. Wahlbezirk von New York in das US-Repräsentantenhaus in Washington, D.C. gewählt, wo er am 4. März 1829 die Nachfolge von Henry Markell antrat. Da er auf eine erneute Kandidatur im Jahr 1830 verzichtete, schied er nach dem 3. März 1831 aus dem Kongress aus.
1832 war er Präsident im Board of Trustees in der Village von Amsterdam. Er verfolgte nicht mehr seine früheren Geschäfte, ging in den Ruhestand und lebte bis zu seinem Tod am 3. März 1849 in Amsterdam. Sein Leichnam wurde auf dem Green Hill Cemetery beigesetzt.